# Neil Rimer

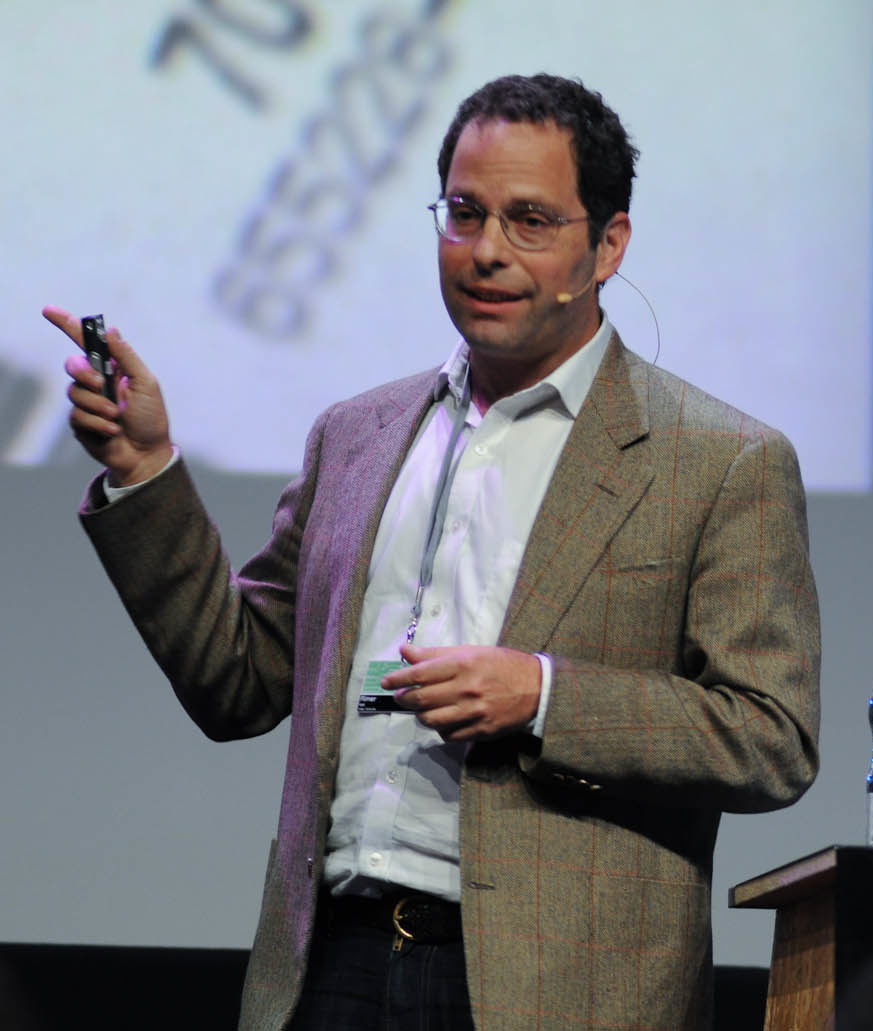
Neil Rimer, 2010

Neil Rimer (* 7. Oktober 1963 in Montreal, Kanada) ist Gründungspartner bei Index Ventures, einer Risikokapitalfirma sowie Co-Vorsitzender des Board of Directors von Human Rights Watch.

## Leben
Rimer wurde in Montreal, Quebec, geboren und wuchs in Genf, Schweiz, auf wo er eine Internationale Schule in Genf besuchte. Er erhielt einen Bachelor-Abschluss in Geschichte und Wirtschaft von der Stanford University und besuchte einen General Course an der London School of Economics. Nach der Ausbildung nahm er seinen ersten Job bei Montgomery Securities, einer Investmentbank in San Francisco, an. Anschließend absolvierte er einen Master of Business Administration an der Harvard Business School und entschied sich nach seinem Abschluss, nach Europa zurückzukehren.
Er wird als "Co-founder" (Mitbegründer) von Human Rights Watch geführt, war Mitglied im "Watch Board" seit 2009 und übernahm im Dezember 2020 die Funktion des "Co-Chairs" (Co-Vorsitzenden) im "International Board of Directors" gemeinsam mit Amy Rao. Er sei besonders interessiert an Bedrohungen und Chancen der Menschenrechte durch den technologischen Fortschritt, einschliesslich künstlicher Intelligenz und Big Data. Im Jahr 2003 gründete er das Internationale Genfer Komitee von Human Rights Watch mit, gemeinsam mit 40 Prominenten.
Rimer wurde in der ersten Midas List Europe 2017 von Forbes zur Nummer eins unter den Risikokapitalgebern in Europa ernannt. Er wurde auch auf der Forbes Global Midas List 2018 und der New York Times-Liste 2018 der Top-Venture Capitalists weltweit aufgeführt.
Reimer lebt mit seiner Frau in Genf und hat drei Kinder.